# گردنه زالیان

گردنه زالیان در ارتفاع ۲۲۰۰ متری از سطح دریا یکی از برفگیرترین گردنه‌های استان مرکزی و ایران است که در منطقهٔ کوهستانی جنوب غربی اراک و غرب شهرستان شازند در جادهٔ اراک - بروجرد قرار گرفته‌است. 
نام این گردنه برگرفته از روستای زالیان از توابع بخش زالیان در شهرستان شازند است. نام زالیان نیز برگرفته از نام زال پدر رستم است. همچنین روستای دیگری در این منطقه به نام رستمراه قرار دارد که نشاناز باستانی و تاریخی بودن این منطقه از استان مرکزی دارد. 
امروزه بخش زالیان از دو راهی شازند و شهر مهاجران در نزدیکی کلان‌شهر اراک آغاز و تا پل سفید و مرز استان مرکزی با دو استان لرستان و همدان ادامه می‌یابد.